# Tortella inclinata

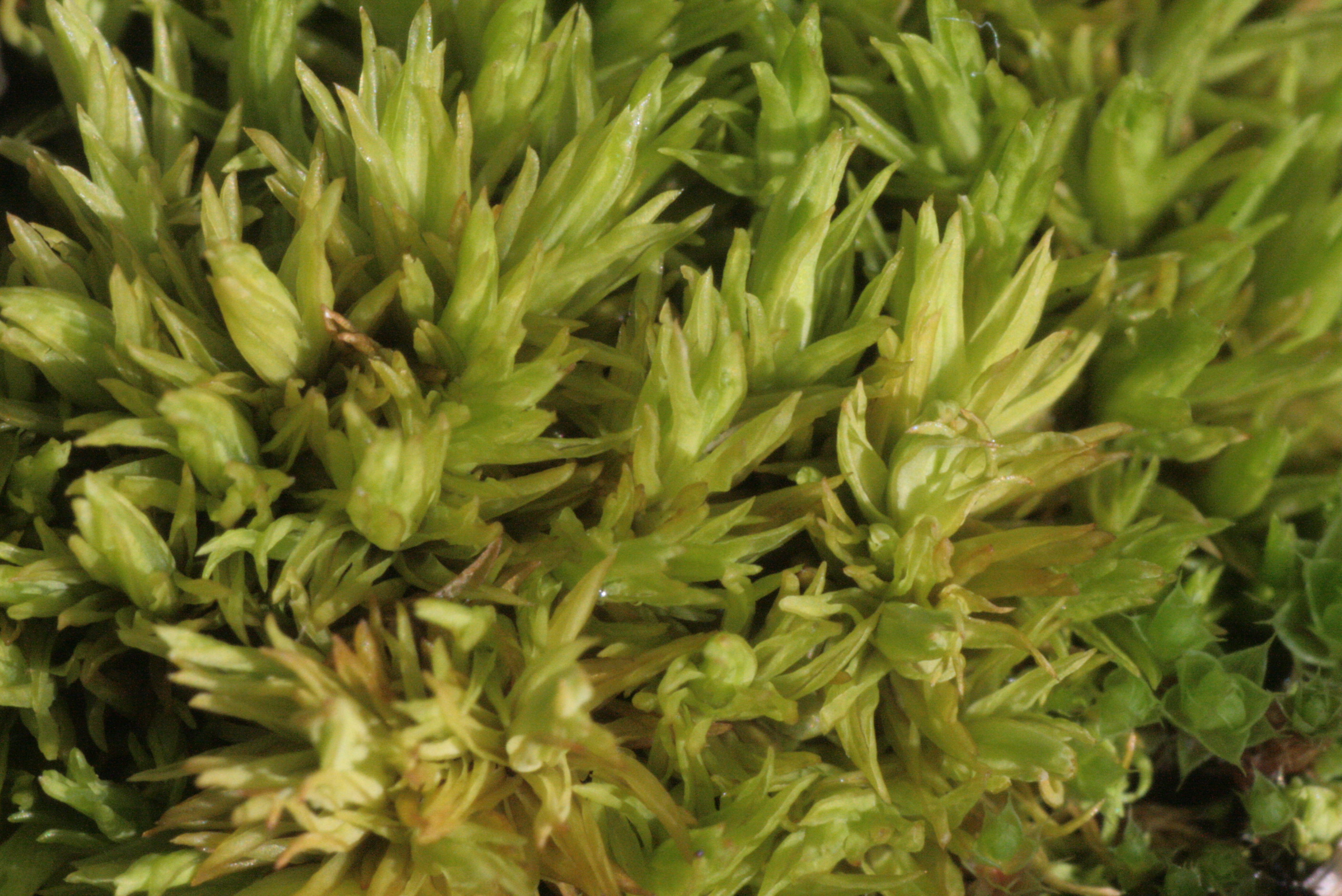
Nahansicht

Tortella inclinata ist eine Laubmoos-Art aus der Familie Pottiaceae. Diese Art wurde auch unter den Synonymen Tortula inclinata R.Hedw. und Barbula inclinata (R.Hedw.) Schwägr. beschrieben. Deutsche Namen sind Geneigtes Spiralzahnmoos und Gekieltblättriges Spiralzahnmoos. Es wurde von der Bryologisch-lichenologischen Arbeitsgemeinschaft für Mitteleuropa zum Moos des Jahres 2023 erklärt.

## Merkmale
Tortella inclinata bildet dichte, leicht zerfallende, gelbgrüne, im unteren Teil bräunliche und schwach rhizoidfilzige Rasen. Die dicht und gleichmäßig beblätterten und wenig verzweigten Sprosse werden bis etwa 2 Zentimeter hoch. Die Blätter sind lanzettlich bis linealisch-lanzettlich und haben eine stumpfliche, kapuzenförmige Blattspitze mit kurz austretender Blattrippe. Im feuchten Zustand sind sie aufrecht bis aufrecht-abstehend, trocken eingebogen, gekräuselt und gedreht. Die ansonsten flachen Blattränder sind gegen die Blattspitze hin eingebogen und krenuliert.
Die Laminazellen des Blattgrundes sind rechteckig, hyalin, glatt und sind scharf gegen die rundlichen, grünen und stark papillösen Zellen im oberen Blattteil abgegrenzt. Die Oberseite der Blattrippe weist lange, schmale und glatte Zellen auf. Die Stämmchen haben keinen Zentralstrang.
Das Moos ist diözisch. Die ellipsoidisch bis zylindrische, meist geneigte und schwach gekrümmte Sporenkapsel hat fadenförmige, spiralig gewundene Peristomzähne. Sporophyten werden nur selten ausgebildet.

## Standortansprüche und Verbreitung
Tortella inclinata ist wärmeliebend und wächst an lichtreichen und  trockenen Standorten auf basenreicher, meist kalkhaltiger, mit Schotter oder Steinen durchsetzter Erde, seltener auf Gestein oder Mauern.
In Europa ist die Art weit verbreitet, schwerpunktmäßig in Kalkgebieten. In den Alpen steigt sie bis in die alpine Höhenstufe. Außereuropäische Vorkommen gibt es in Asien, Nord- und Südamerika, Nordafrika sowie Australien.